# Serie A 2025 (Ecuador)
La Serie A 2025, nota anche come LigaPro 2025, è la 67ª edizione della massima serie del campionato di calcio ecuadoregno, la settima con la nuova denominazione di LigaPro. Il campionato è iniziato il 14 febbraio 2025 e terminerà nel dicembre successivo.
La squadra campione in carica è l'LDU Quito, che ha vinto il suo tredicesimo titolo nazionale nell'edizione 2024.

## Stagione

### Novità
Al termine della stagione precedente sono state retrocesse Imbabura e Cumbayá, ultime due classificate della classifica complessiva. Al loro posto dalla Primera Categoría Serie B sono state promosse 
Vinotinto, alla sua prima promozione in Serie A, e Manta, assente dalla massima serie dal 2021.

#### Aggiornamenti
Il 7 novembre 2024 il Cuniburo ha annunciato che avrebbe cambiato il suo nome in Vinotinto Ecuador a partire dalla stagione 2025. La denominazione, approvata dal ministero dello sport, è stata eseguita in virtù del cambio di proprietà del club e mirata a raggiungere la numerosa comunità venezuelana presente in Ecuador.

### Formula
Il 27 settembre 2024 la consiglio della LigaPor ha approvato la modifica al formato della competizione per l'edizione 2025, al fine di avere più gare stagionali.
Nella prima fase le 16 squadre partecipanti giocano un girone all'italiana con partite di andata e ritorno, per un totale di 30 giornate. Al termine di esse, le prime sei classificate si qualificano per l'Hexagonal 1, un girone con gare di andata e ritorno (per un totale di 10 ulteriori giornate) per decretare la squadra campione di Ecuador, insieme con tre piazzamenti per la Coppa Libertadores 2026 e altrettanti per la Coppa Sudamericana 2026. 
Le sei squadre classificate dal settimo al diciottesimo posto si qualificano invece per l'Hexagonal 2, un altro girone con gare di andata e ritorno (per un totale di 10 ulteriori giornate) al termine delle quali la squadra prima classificata ottiene l'ultima qualificazione per la Coppa Sudamericana 2026. 
Le ultime quattro classificate si qualificano invece per il girone retrocessione, che con gare di andata e ritorno (per un totale di 6 ulteriori giornate) decreta le due retrocessioni in Primera Categoría Serie B.

## Squadre partecipanti
| Club                    | Città     | Stagione precedente              |
| ----------------------- | --------- | -------------------------------- |
| Aucas                   | Quito     | 4° in Apertura, 11° in Clausura  |
| Barcelona SC            | Guayaquil | 2° in Apertura, 4° in Clausura   |
| Delfín                  | Manta     | 15° in Apertura, 9° in Clausura  |
| Deportivo Cuenca        | Cuenca    | 10° in Apertura, 13° in Clausura |
| El Nacional             | Quito     | 7° in Apertura, 10° in Clausura  |
| Emelec                  | Guayaquil | 6° in Apertura, 16° in Clausura  |
| Independiente del Valle | Sangolquí | 1° in Apertura, 2° in Clausura   |
| LDU Quito               | Quito     | Campione d'Ecuador               |
| Libertad                | Loja      | 16° in Apertura, 7° in Clausura  |
| Macará                  | Ambato    | 9° in Apertura, 12° in Clausura  |
| Manta                   | Manta     | Primera Categoría Serie B        |
| Mushuc Runa             | Ambato    | 8° in Apertura, 6° in Clausura   |
| Orense                  | Machala   | 12° in Apertura, 5° in Clausura  |
| Téc. Universitario      | Ambato    | 11° in Apertura, 8° in Clausura  |
| Universidad Católica    | Quito     | 5° in Apertura, 3° in Clausura   |
| Vinotinto Ecuador       | Quito     | Primera Categoría Serie B        |

## Stagione regolare
|  | Pos. | Squadra                 | Pt | G  | V  | N | P  | GF | GS | DR  |
|  | ---- | ----------------------- | -- | -- | -- | - | -- | -- | -- | --- |
|  | 1.   | Independiente del Valle | 37 | 19 | 10 | 7 | 2  | 35 | 17 | +18 |
|  | 2.   | Barcelona SC            | 34 | 19 | 10 | 4 | 5  | 31 | 24 | +7  |
|  | 3.   | LDU Quito               | 33 | 19 | 9  | 6 | 4  | 33 | 19 | +14 |
|  | 4.   | Deportivo Cuenca        | 32 | 19 | 10 | 2 | 7  | 23 | 17 | +6  |
|  | 5.   | Orense                  | 30 | 18 | 9  | 3 | 6  | 21 | 21 | 0   |
|  | 6.   | Aucas                   | 29 | 19 | 8  | 5 | 6  | 26 | 24 | +2  |
|  | 7.   | Libertad                | 27 | 19 | 7  | 6 | 6  | 29 | 26 | +3  |
|  | 8.   | Universidad Católica    | 25 | 19 | 6  | 7 | 6  | 29 | 24 | +5  |
|  | 9.   | Delfín                  | 25 | 19 | 6  | 7 | 6  | 19 | 27 | -8  |
|  | 10.  | El Nacional             | 23 | 19 | 6  | 5 | 8  | 23 | 28 | -5  |
|  | 11.  | Vinotinto Ecuador       | 22 | 19 | 6  | 4 | 9  | 25 | 25 | 0   |
|  | 12.  | Macará                  | 22 | 19 | 5  | 7 | 7  | 18 | 18 | 0   |
|  | 13.  | Emelec                  | 22 | 19 | 5  | 7 | 7  | 15 | 22 | -7  |
|  | 14.  | Manta                   | 20 | 19 | 4  | 8 | 7  | 23 | 31 | -8  |
|  | 15.  | Mushuc Runa             | 16 | 19 | 4  | 4 | 11 | 23 | 36 | -13 |
|  | 16.  | Téc. Universitario      | 12 | 18 | 2  | 6 | 10 | 16 | 30 | -14 |

Legenda:
      Ammesse all'Hexagonal 1
      Ammesse all'Hexagonal 2
      Ammesse ai Play-off retrocessione
Regolamento:
Tre punti per la vittoria, uno per il pareggio, zero per la sconfitta.
La classifica viene stilata secondo i seguenti criteri:
- Punti conquistati
- Partite vinte
- Differenza reti generale
- Reti totali realizzate
- Reti realizzate fuori casa
- Partite vinte in trasferta
- Spareggio